# Bezirksapostelbereich
Bezirksapostelbereich, kurz BAB, ist die Bezeichnung für den territorialen Zuständigkeitsbereich eines Bezirksapostels der Neuapostolischen Kirche.

## Struktur
Ein Bezirksapostelbereich umfasst eine oder mehrere Gebietskirchen. Bezirksapostelbereiche spielen im innerkirchlichen Recht eine Rolle, indem der Stammapostel (internationaler Leiter der Gesamtkirche) seine engsten Mitarbeiter, die Bezirksapostel, mit der Leitung eines Bezirksapostelbereichs beauftragt. Die Anzahl Bezirksapostelbereiche ist dementsprechend ausschlaggebend dafür, über wie viele aktive Bezirksapostel die Neuapostolische Kirche verfügt. Die Bildung neuer Bezirksapostelbereiche liegt in der alleinigen Kompetenz des Stammapostels. Die Anzahl Bezirksapostelbereiche ist nicht statisch und hat sich im Laufe der Zeit mehrfach verändert.
Im staatlichen Recht haben die Bezirksapostelbereiche in der Regel keine eigene juristische Persönlichkeit. Eine solche kommt vielmehr den Gebietskirchen zu, welche im juristischen Sinne die Bausteine der Gesamtkirche darstellen. Die Gebietskirchen umfassen meist das Territorium eines Staates (z. B. Gebietskirche Schweiz), zuweilen auch nur das Territorium eines oder mehrerer Landesteile bzw. Glied- oder Bundesstaaten (z. B. Gebietskirche Westdeutschland). Je nach Staat weisen die Gebietskirchen unterschiedliche rechtliche Formen auf – in Deutschland sind die Gebietskirchen beispielsweise als Körperschaften des öffentlichen Rechts organisiert, in der Schweiz als Verein.

## Bezeichnung
Die Bezirksapostelbereiche werden meist nach der größten oder ältesten ihrer Gebietskirchen bezeichnet, wo sich üblicherweise auch der ständige Sitz des betreffenden Bezirksapostels befindet. So ist etwa der Bezirksapostelbereich Schweiz nach der Gebietskirche Schweiz benannt, der Bezirksapostelbereich Westdeutschland nach der Gebietskirche Westdeutschland. Zuweilen werden Bezirksapostelbereiche aber auch nach Kontinenten oder Weltregionen bezeichnet (z. B. Südamerika oder Südostasien).
Die Praxis, Bezirksapostelbereiche nach den zuständigen Bezirksaposteln zu bezeichnen (z. B. „Bezirksapostelbereich Ehrich“ für den Bezirksapostelbereich Süddeutschland unter der Leitung von Bezirksapostel Michael Ehrich) ist nur noch selten zu beobachten, kommt aber gelegentlich noch vor.
Umgangssprachlich werden Bezirksapostelbereich und Gebietskirche nicht immer genau unterschieden. So kann beispielsweise mit „Neuapostolische Kirche Schweiz“ zuweilen der Bezirksapostelbereich Schweiz (bestehend aus mehreren Ländern) gemeint sein und nicht die Gebietskirche Schweiz (welche das Territorium der Schweiz umfasst und den rechtlichen Namen Neuapostolische Kirche Schweiz trägt).

## Übersicht
Die Neuapostolische Kirche weist aktuell die folgenden 14 Bezirksapostelbereiche auf:
| Bezirksapostelbereich    | zuständiger Bezirksapostel |
| ------------------------ | -------------------------- |
| Afrika Süd               | Peter Lambert              |
| DR Kongo Südost          | Tshitshi Tshisekedi        |
| DR Kongo West            | Michael D. Deppner         |
| Kanada                   | Mark Woll                  |
| Nord- und Ostdeutschland | Rüdiger Krause             |
| Ostafrika                | Joseph Opemba Ekhuya       |
| Sambia                   | Kububa Soko                |
| Schweiz                  | Thomas Deubel              |
| Südamerika               | Enrique Minio              |
| Süddeutschland           | Michael Ehrich             |
| Südostasien              | Edy Isnugroho              |
| USA                      | John Schnabel              |
| Westdeutschland          | Stefan Pöschel             |
| Westpazifik              | Peter Schulte              |